# Alma Mavis Taraza
Alma Mavis Taraza est un personnage de fiction du cycle de Dune de Frank Herbert.
Elle est, dans Les Hérétiques de Dune, la Mère Supérieure du Bene Gesserit. Surnommée familièrement Tar, en écho à son élève et amie Darwi Odrade (Dar), elle dirige l'Ordre à l'aube de la période la plus terrible qu'il ait connu, le retour des Honorées Matriarches venues de la Dispersion, événements principalement relatés dans La Maison des Mères. L'oeuvre de sa vie consistera à préparer le Bene Guesserit à cette ère de troubles qu'elle ne connaîtra pas. 
Elle est une proche du Bashar Miles Teg, avec qui elle mena de nombreux conflits par le passé. Malgré la circonspection de beaucoup de Sœurs vis-à-vis de l'enseignement qu'il reçut de sa mère sur les techniques Bene Guesserit, chose normalement prohibée par l'Ordre, elle lui accorde sa confiance pour ses facultés d'improvisation et pour son sens de l'inattendu. 
Le nom de l'oeuvre Les Hérétiques de Dune vient d'une entrevue qu'elle eut avec le Bashar Mentat après une opération militaire quelque temps avant le début du récit. Les Rectrices de l'Ordre désignant les pratiques comme celles de la mère de Teg comme une déviance des préceptes Bene Guesserit, Taraza mentionna qu'elle se disait fréquemment dans les écoles du Chapitre que leur temps donnait le jour moins à des Sœurs qu'à des Hérétiques.
Elle est tuée sur Rakis lors d'une attaque surprise des Honorées Matriarches. Fauchée aux jambes par un tir de laser depuis le balcon où elle se tenait, elle aura eu le temps de partager avec Darwi Odrade, qui lui succédera, non sans mal, à la tête de l’Ordre.